# Kanton Villeurbanne-Sud
Der Kanton Villeurbanne-Sud war bis 2015 ein französischer Kanton im Arrondissement Lyon und in der Region Rhône-Alpes. Er gehörte ursprünglich zum Département Rhône und umfasste den südlichen Teil der Stadt Villeurbanne. Der Kanton wurde abgeschafft, als auf seinem Einzugsgebiet die Métropole de Lyon das Département Rhône als übergeordnete Gebietskörperschaft zum Jahreswechsel 2014/2015 ablöste und die Kantone ihre Funktion als Wahlkreise verloren. Seine letzte Vertreterin im conseil général des Départements war Claire Le Franc (PS), sie folgte auf Lilian Zanchi (ebenfalls PS, Amtszeit 2004–2011) nach.